# Eugène Brands
Pour les articles homonymes, voir Brands.
Eugenius Antonius Maria Brands dit Eugène Brands né le 15 janvier 1913 à Amsterdam mort le 15 janvier 2002) est un peintre , poète, écrivain néerlandais, membre de Cobra.

## Carrière
Eugène Brands a participé à l'exposition collective des jeunes peintres en 1946 au Stedelijk Museum Amsterdam. Deux ans plus tard, il rejoint l'Experimentele Groep in Holland (Groupe expérimental hollandais), qui publie la revue Reflex. Il fait partie du mouvement Cobra dont il est un des cofondateurs avec Constant Nieuwenhuys, Corneille, Karel Appel, Christian Dotremont et Asger Jorn. Avec eux, il est présent à la première grande exposition Cobra de 1949 au Stedelijk Museum.
Il quitte le groupe Cobra tout de suite après l'exposition pour se consacrer à son art personnel. il a créé aussi des assemblages. Toutefois, le style Cobra réapparaît dans sa peinture à partir des années 1960 et évolue vers l'abstraction lyrique dans les années 1980.

## Quelques œuvres
La plupart de ses œuvres sont exposées au Stedelijk Museum Amsterdam, musée Cobra. Celles répertoriées par Willemijn Stokvis sont souvent issues de collections privées.
- 1948 : Rode Vorm met tanden (« Forme rouge avec dents »)[3]
- 1949 : Deux formes, huile sur toile, 69 × 109,5[4]
- 1949 : Petite Lune noire, objet de rebut sur bois, 43 × 51[5]
- 1950 : Sans titre, assemblage 60 × 45 15 cm Stedelijk Museum Amsterdam
- 1951 : Le Tour noire ou Activité magique, huile sur toile 160 × 103 coll. privée, Hollande[6]
- 1952 : De vrouw van de horlogemaker (« L'Épouse de l'horloger »), huile sur toile, Dunité |100,5|95,5[pas clair] coll. particulière, Nebraska[7]
- 1952 : Droomwereld van het kind III, technique mixte, 76,5 × 76,5[5]
- 1964 : Een Somerdag (« Un Jour d'été »), stedelisjk[pas clair][8]
- 1976 : Paysage dynamique, huile sur toile, 200 × 235, galerie Mia Joosten, Amsterdam
- 1983 : Éclatant crépuscule à Venise[9]